# Bertucat d'Albret
Pour les articles homonymes, voir Bertucat.
Pour les autres membres de la famille, voir Maison d'Albret.
Bertucat d'Albret ou Bertrucat d'Albret, né vers 1335 et mort en octobre 1383, bâtard de la maison d'Albret, est un routier de la guerre de Cent Ans. Louant son épée au gré des circonstances et rançonnant les populations, il combat principalement dans le camp anglais, mais aussi pour son propre compte.

## Biographie

### Bâtard d'Albret
Bertucat d'Albret, né vers 1335 en Bordelais, est un bâtard issu de la maison d'Albret,,,. Selon l'hypothèse traditionnelle suivie notamment par Jean Bernard Marquette, il est le fils naturel de Bernard Ezi V d'Albret,. Toutefois, Nicolas Savy, suivi entre autres par Jean-Marie Moeglin, a démontré que Bertucat est plutôt le fils du neveu de Bernard Ezi V d'Albret, Bérard II de Vayres,,.
Quel que soit son père, sa filiation naturelle le prive de tout héritage seigneurial mais lui permet de se servir de ses liens familiaux dans sa carrière militaire. Parmi les nombreux bâtards de la maison d'Albret, Bertucat est le plus connu.

### D'un camp à l'autre

Plan de la bataille de Poitiers (1356)

Dans les années 1350, Bertucat s'installe à Montcuq et mène des raids à partir de cette base. Fait prisonnier, il guerroie à nouveau à partir de l'été 1356, plus ou moins au service de son cousin Arnaud-Amanieu d'Albret. Il participe à la bataille de Poitiers dans l'armée du Prince Noir. Il occupe Fons près de Figeac puis Sermur en Auvergne. En avril 1358, il accepte d'évacuer ce dernier château contre une forte somme d'argent.

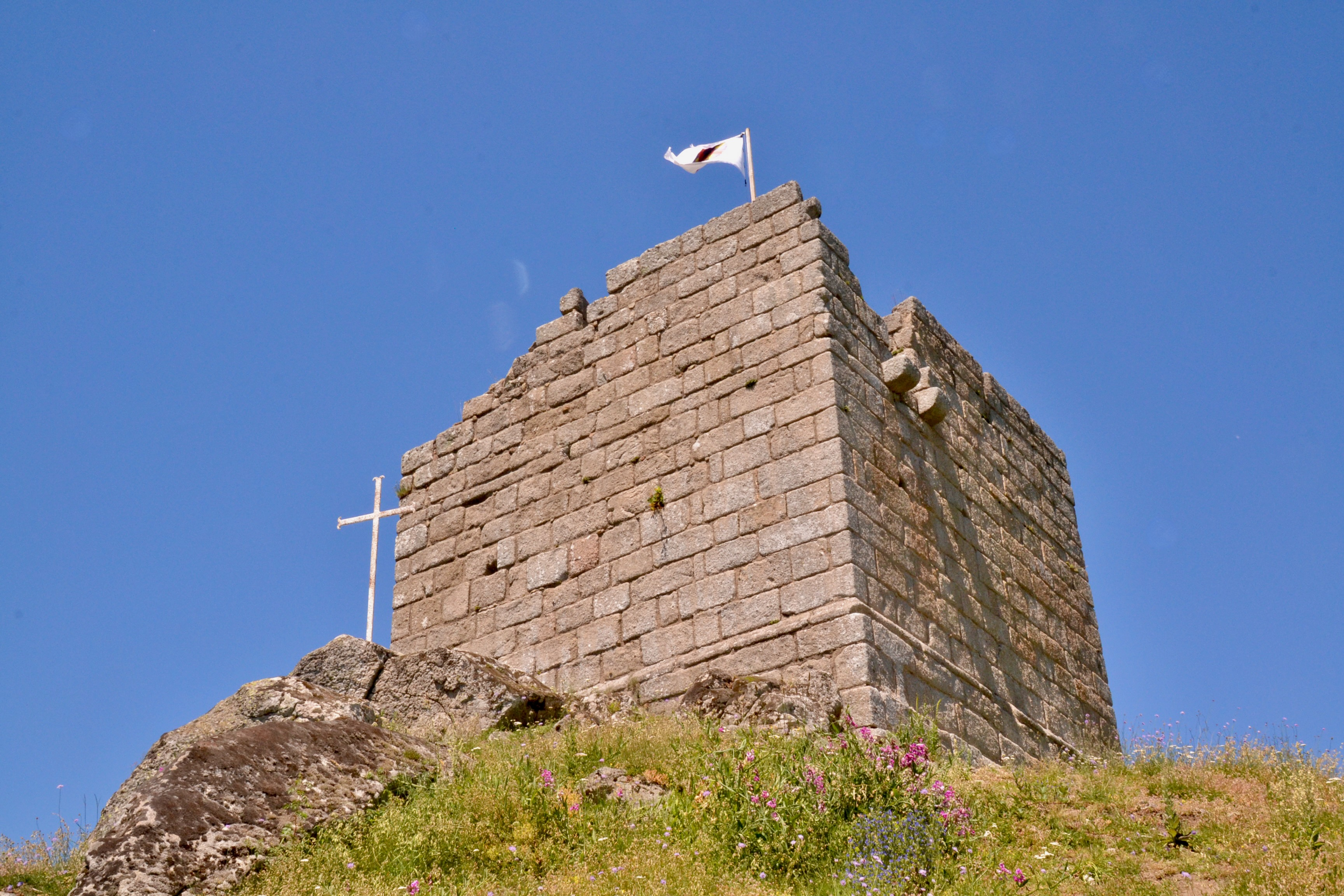
La tour de Sermur, seul vestige du château fort.

Bertucat s'empare ensuite de Castelnau-Montratier, en Quercy, à partir duquel il rançonne les territoires alentour jusqu'à Cahors au nord,. Pendant l'été 1359, il rejoint les Grandes Compagnies de Robert Knolles qui pillent l'Auvergne. En août 1361, il participe à la dévastation du Languedoc menée par Seguin de Badefol. Ensuite, il combat avec l'ensemble de ses cousins d'Albret et Jean Ier d'Armagnac contre Gaston III de Foix-Béarn. Comme beaucoup d'autres membres de sa famille, Bertucat est fait prisonnier à la bataille de Launac le 5 décembre 1362,.
Après sa libération, il rançonne Saint-Flour. En 1363, il est capturé par la milice communale de Saint-Flour, qui veut l'exécuter. Il n'est sauvé que par l'intervention de Guillaume de Cardaillac, vicomte de Murat.

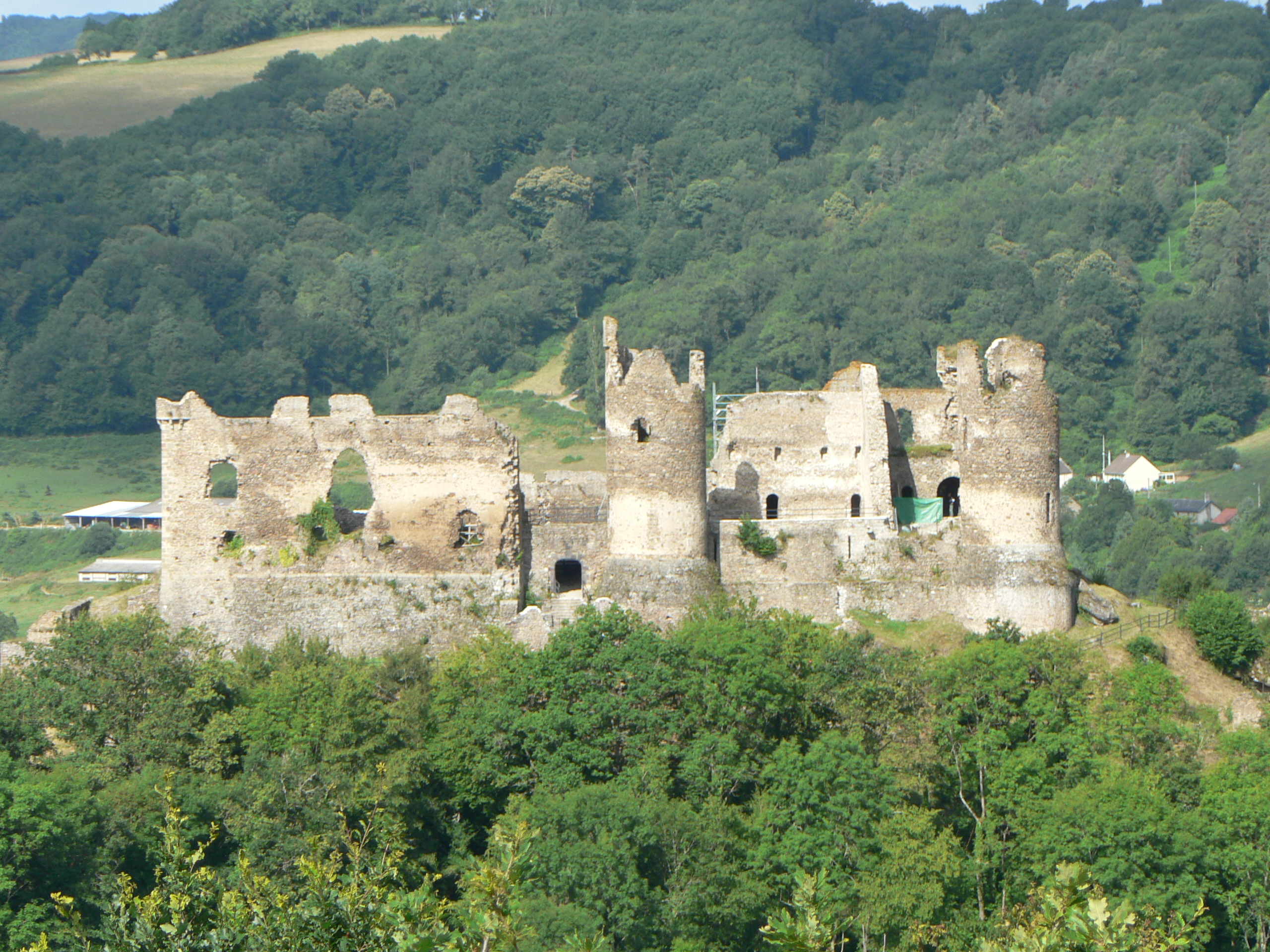
Château-Rocher ou château fort de Blot-le-Rocher, à Saint-Rémy-de-Blot.

Bertucat d'Albret participe probablement à la bataille de Cocherel le 16 mai 1364 aux côtés de Bertrand du Guesclin, dans le camp français,. En 1365, il revient en Auvergne et s'installe à Blot-le-Rocher,. En 1366, il s'empare, avec son compagnon d'armes Bernard de La Sale, de Marcilly-le-Châtel et pille les environs. Il est ensuite au service du Prince Noir dans la guerre de succession de Castille.
Bertucat d'Albret revient en France en septembre 1367 et se met au service de Charles d'Artois avec Bernard de La Sale. Ils rejoignent ensemble la nouvelle Grande Compagnie, qui part de l'Auvergne, franchit la Loire et traverse une grande partie du royaume de France.

### Fidèle au camp anglais

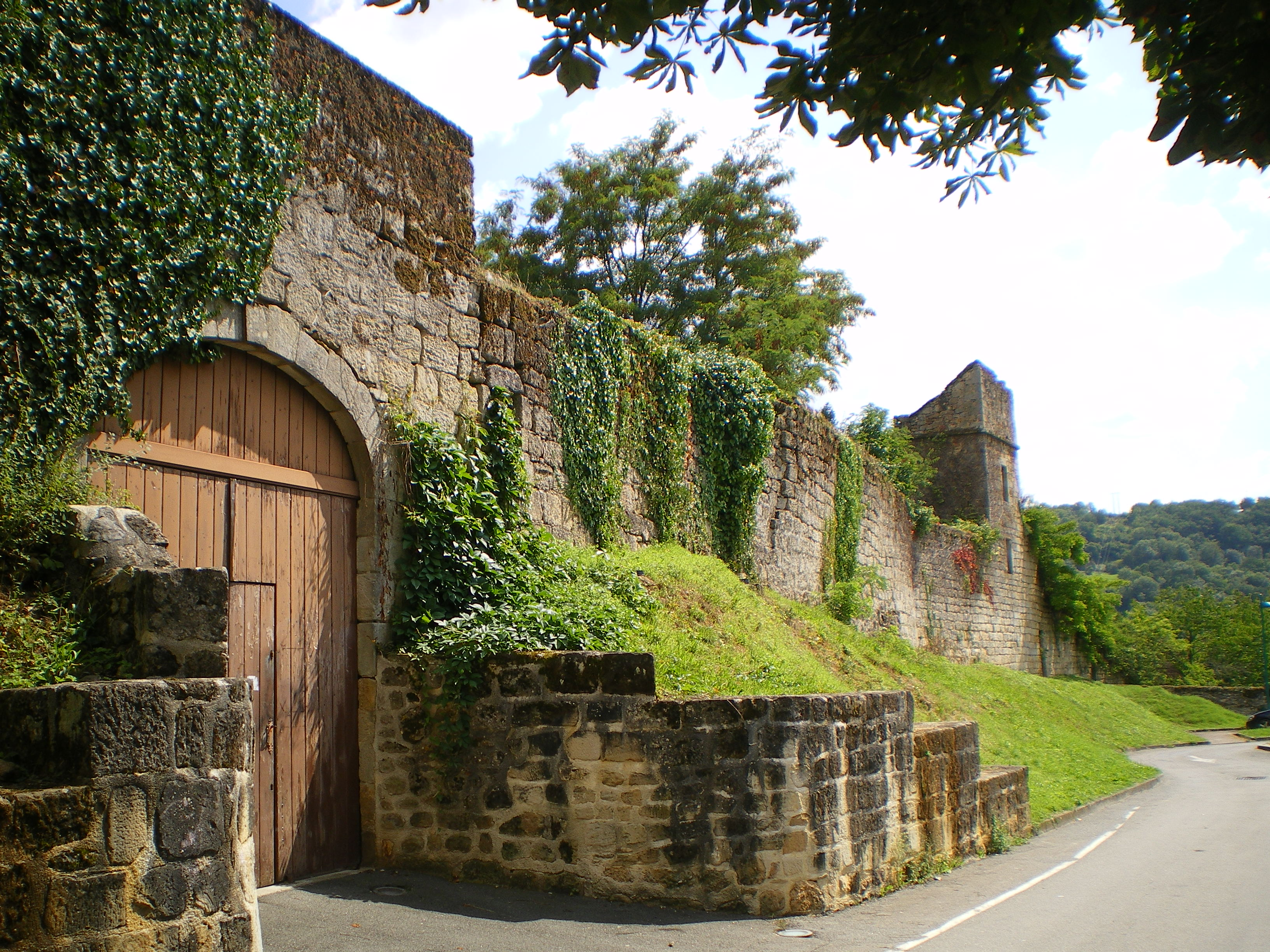
Remparts de Figeac.

Contrairement à ses cousins Albret qui passent dans le camp français, Bertucat reste ensuite fidèle au camp anglais. En 1369, il participe à une nouvelle chevauchée dans le Quercy, avec Robert Knolles et John Chandos. En 1371, les Anglais, en difficulté, laissent agir librement les routiers de leur camp. Bertucat d'Albret et son compagnon Bernard de La Sale attaquent l'Auvergne et le Limousin. Le 14 octobre 1371, ils prennent Figeac,,. À partir de Figeac, ils mènent des raids dans la région et dans le Gévaudan et le Vivarais. Ils n'acceptent de l'évacuer que presque deux ans après, le 3 août 1373, en échange de la somme très importante de 120 000 francs,.
Bertucat d'Albret épouse Marquesa, fille de Hue de Pujols, seigneur de Blanquefort-sur-Briolance, qui est pourtant un combattant au service du roi de France.
Au début du mois de décembre 1373, Bertucat d'Albret est capturé dans un guet-apens, livré au duc d'Anjou Louis Ier et enfermé dans le château de Roquemaure. Il est libéré, en échange d'une forte rançon, au début de l'année 1376, combat dans le camp anglais contre le duc d'Anjou pour défendre Bergerac, mais est à nouveau fait prisonnier. Son cousin Arnaud-Amanieu d'Albret, qui est dans le camp français, réussit à obtenir sa libération.

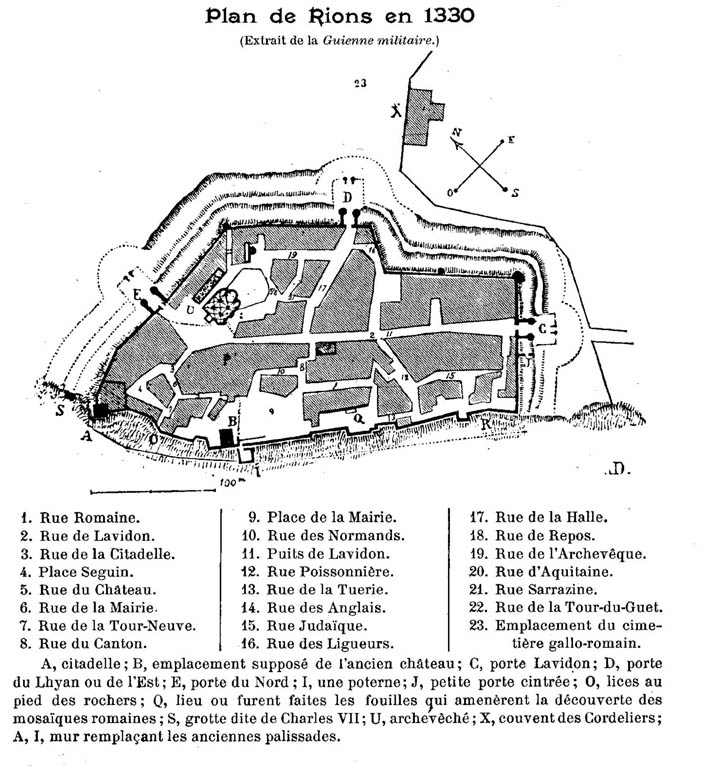
Plan de Rions en 1330, dessin de Léo Drouyn, 1860.

Bertucat d'Albret passe en 1378 au service du roi de Navarre Charles Le Mauvais,,, lui prêtant hommage et recevant le château de Roquefort et la terre d'Arberoue. Bertucat combat pour le roi de Navarre en Castille jusqu'au printemps 1379. À la fin de cette même année, il conduit ses troupes dans une chevauchée de six mois dans tout le sud de la France, du Languedoc à l'Auvergne et au Quercy. 
Il effectue plusieurs voyages à Londres à partir du printemps 1381, servant d'intermédiaire entre les Anglais et les chefs des Grandes Compagnies en Aquitaine,,. Il obtient du roi d'Angleterre Richard II de nombreuses possessions,. Toutefois, beaucoup des terres données par le roi d'Angleterre ne sont pas en réalité sous son autorité, parce qu'elles sont contrôlées par Arnaud-Amanieu d'Albret, qui est dans le camp français. Bertucat d'Albret ne reçoit réellement que Rions, Saint-Magne, Podensac et peut-être Langoiran et Vertheuil.
Bertucat d'Albret meurt en octobre 1383. Son héritier est Ramonet de Sort, probablement fils de sa sœur,. Il a un fils bâtard, Gassion d'Albret, mentionné dans le testament d'Arnaud-Amanieu d'Albret.